# Beato Nicola de Rupe
Beato Nicola de Rupe é um pequeno oratório desconsagrado localizado na Palazzina del Segretario della Cifra, um pequeno palácio na extremidade leste do Palazzo del Quirinale, no rione Trevi de Roma, especificamente no número 30 da Via del Quirinale. Era dedicado a São Nicolau de Flüe.

## História
Quando Manica Lunga do Palazzo del Quirinale foi completada por Ferdinando Fuga durante o pontificado do papa Clemente XII (r. 1730-1740), um pequeno oratório foi incluído no piso térreo, no fundo do bloco mais a leste da nova estrutura, conhecido na época como Palazzina Fuga. O oratório era para uso da Guarda Suíça a serviço na segurança do papa no palácio que era, na época, sua principal residência em Roma. Porém, ao contrário de outras capelas no palácio, ela aparentemente estava aberta ao público, pois aparece no Mapa de Nolli de 1748 (nº 251). A escolha do santo de dedicação foi bastante apropriada, pois São Nicolau era um místico suíço, canonizado apenas em 1947 como santo padroeiro da Suíça (motivo pelo qual o nome da capela ainda atesta seu status como beato).
O oratório foi desconsagrado logo depois de o palácio ter se tornado a residência em Roma dos reis da Itália, após 1870. A estrutura não tem identidade arquitetural separada e é muito pequena, com uma planta quadrada e uma pequena abside semicircular anexa. Quatro pilastras que aparecem no mapa indicam que havia possivelmente uma cúpula interna central.
A Palazzina é atualmente o Ufficio Presidenziale Polizia di Stato e se abre para a Via del Quirinale. Para chegar ao oratório, atravessa-se toda a largura do edifício até chegar novamente ao ar livre. Virando à esquerda chega-se ao oratório, que fica no piso térreo do canto noroeste da estrutura. Não é permitido visitar o local atualmente.